# Antillocladius antecalvus
Antillocladius antecalvus är en tvåvingeart som beskrevs av Ole Anton Saether 1981. Antillocladius antecalvus ingår i släktet Antillocladius och familjen fjädermyggor. Inga underarter finns listade i Catalogue of Life.